# 切爾塔拉 (提契諾州)
切爾塔拉是瑞士的城鎮，位於該國南部，由提契諾州負責管轄，面積2.73平方公里，海拔高度1,025米，2011年人口60，七成半人口信奉羅馬天主教，人口密度每平方公里22人。